# Sahaba
Sahaba – osoby z bezpośredniego otoczenia proroka Mahometa, pierwsi jego wyznawcy, współtwórcy zasad religijnych islamu i sunny (tradycji muzułmańskiej).
Zrodził się obyczaj wywodzenia swego pochodzenia od sahaba, co wiązało się z określonymi przywilejami. W szerszym znaczeniu w sunnickiej teologii za sahaba uznaje się każdego kto znał Mahometa, uwierzył w Objawienie i zmarł jako muzułmanin. W bibliografii arabskiej przyjmuje się symboliczną liczbę sahabów sięgającą stu czterdziestu czterech tysięcy. W języku polskim zamiast terminu Sahaba używa się często określenia "towarzysz Mahometa".